# Operació Garzón
L'Operació Garzón o Garzonada fou una operació policial que consistí en la detenció de 45 persones vinculades al moviment independentista català per presumpta pertinença a l'organització armada Terra Lliure. En el seu moment i encara ara s'acusà l'operatiu de efectuar detencions indiscriminades i tortures. L'operació, duta a terme principalment entre el 29 de juny i el 14 de juliol de 1992 (encara que amb algunes detencions posteriors, el 25 de setembre i el 8 de desembre d'aquell mateix any), fou dirigida principalment pel titular del jutjat central d'Instrucció núm. 5, Baltasar Garzón.
Fou una operació preparada des de 1990 i que suposà el final efectiu de Terra Lliure, malgrat que aquesta ja havia anunciat la seva dissolució. Es precipità pel temor dels responsables policials de l'Estat Espanyol a un possible atemptat a causa imminència de l'inici dels Jocs Olímpics d'estiu de 1992 de Barcelona.
El 1995, 25 dels detinguts foren jutjats i, d'aquests, 18 foren condemnats per pertinença a l'organització armada. L'eco dels fets, però, s'allargà en el temps a causa de les denúncies de tortures de 17 dels detinguts. Arran d'aquestes denúncies, s'engegà un procés judicial que acabà al Tribunal Europeu dels Drets Humans el 2004 i que condemnà l'Estat Espanyol per haver-se negat a investigar les denúncies de tortures.

## Antecedents

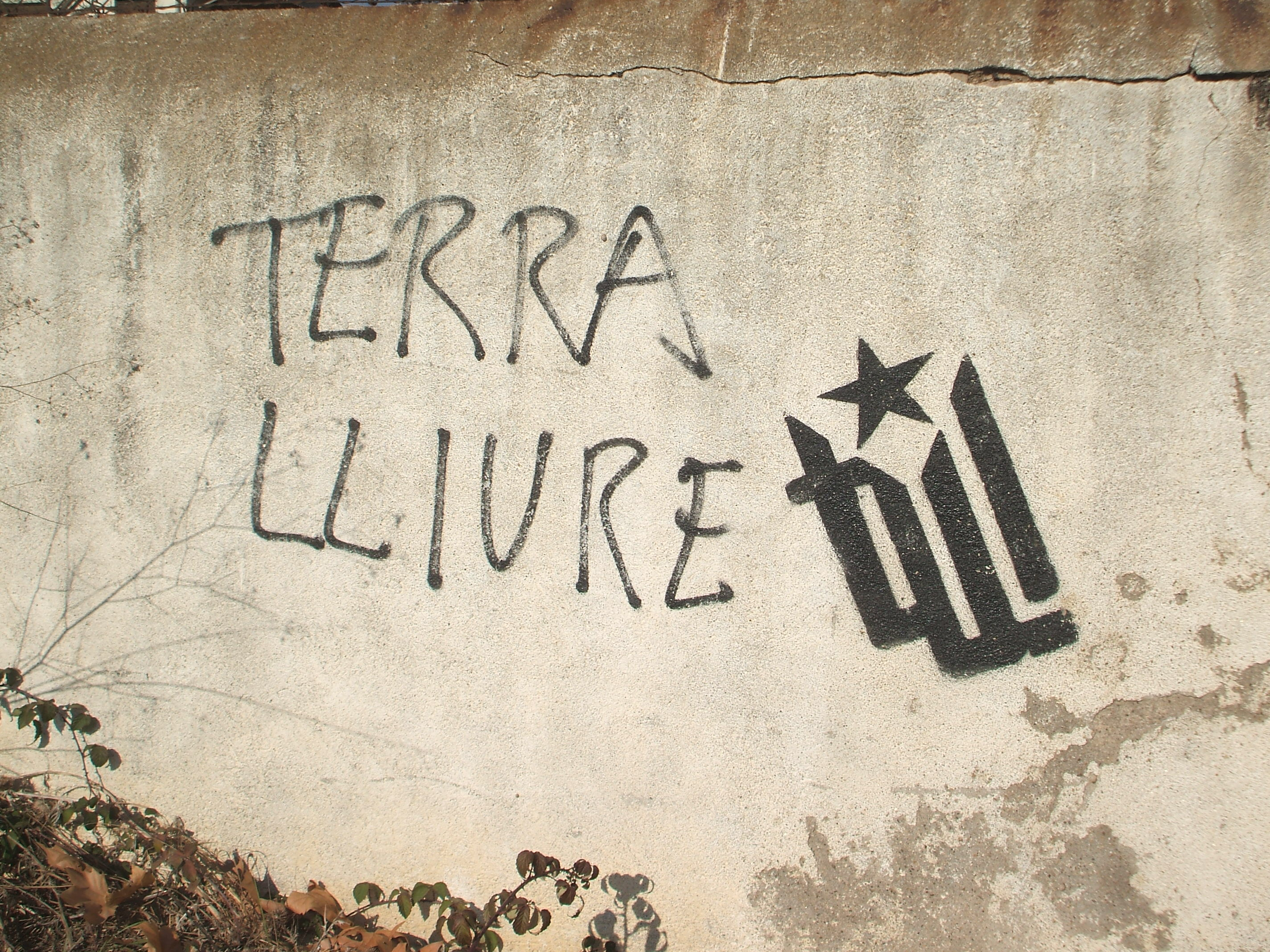
Pintada de suport a Terra Lliure

Malgrat que Terra Lliure ja havia anunciat la seva intenció d'abandonar les armes el juliol del 1991, grups que no estaven d'acord amb la decisió continuaren actuant i feren almanco deu atemptats des de la declaració, entre ells un atemptat el dia 25 de maig del 1992 contra les oficines de l'INEM que causà setze ferits.
L'operació es preparava des de feia dos anys i tenia per objectiu anul·lar totalment la capacitat operativa de la banda abans dels Jocs Olímpics. El motiu de les detencions sembla la por de l'Estat Espanyol a alguna acció durant els Jocs Olímpics de Barcelona'92, que algunes fonts apunten que podria ser el segrest d'alguna personalitat. El ministre d'Interior José Luis Corcuera digué, referint-se a Terra Lliure:
| «                                                               | Aquests brètols ens col·loquen un petard a l'aeroport o en una de les instal·lacions esportives i es carreguen les Olimpíades. Una campanya de propaganda exterior ens pot fer molt de mal. Per preveure això, el millor és detenir abans a tots els seus membres. | » |
| — Un LOBO en el rebaño de Terra Lliure. Interviú. Maig de 2003. | |   |

L'activitat d'un infiltrat a la banda fou la principal font d'informació que permeté desmantellar l'organització armada. Aquest talp, anomenat Josep Maria Aloy, Chema, suposadament hauria proporcionat la informació als cossos i forces de seguretat de l'estat que els permeté desenvolupar l'operació. Aloy va rebre formació i ajut tècnic de Mikel Lejarza (àlies Lobo), l'agent que ja s'havia infiltrat a l'organització armada ETA. En cap dels judicis celebrats en contra dels militants de Terra Lliure es va fer referència a l'infiltrat, cosa que va fer sospitar d'ell a la resta de detinguts. Garzón confirmà l'existència d'aquest talp al seu llibre autobiogràfic Un mundo sin miedo.
Les detencions van aturar les converses existents de l'organització armada amb l'Estat.

## Detencions
Les detencions tengueren lloc a diversos punts de Catalunya i del País Valencià. També foren registrades les seus del Moviment de Defensa de la Terra a Barcelona i de la revista El Temps a València. En l'últim moment, s'avortaren registres a la seu d'Òmnium Cultural i a diverses seus d'Esquerra Republicana de Catalunya.
Trenta dels detinguts ho varen ésser en dates prèvies a l'inici dels Jocs Olímpics de Barcelona del 1992 i els altres vuit ho foren amb posterioritat a la cloenda dels Jocs. Les detencions afectaren membres actius de l'organització armada però també periodistes del diari El Punt (Eduard López) o El Temps (Oriol Malló), d'organitzacions polítiques com Moviment de Defensa de la Terra, Comitès de Solidaritat amb els Patriotes Catalans, Esquerra Republicana de Catalunya (Carles Buenaventura, Salvador Soutullo, Jordi Vera), el Partit Comunista de Catalunya (Oriol Martí) o al grup ecologista Alternativa Verda (Guillem de Pallejà). També fou detingut l'alcalde de Ribera d'Urgellet, Antoni Capdevila.
Del total de detinguts, sis foren detinguts a localitats del País Valencià; la resta, ho foren a Catalunya. Es registraren detencions a Girona, Banyoles, Sant Cugat del Vallès, Barcelona, Tarragona, Benicarló i València. Aquesta és la llista dels detinguts:
En la primera fase foren detingudes 38 persones:

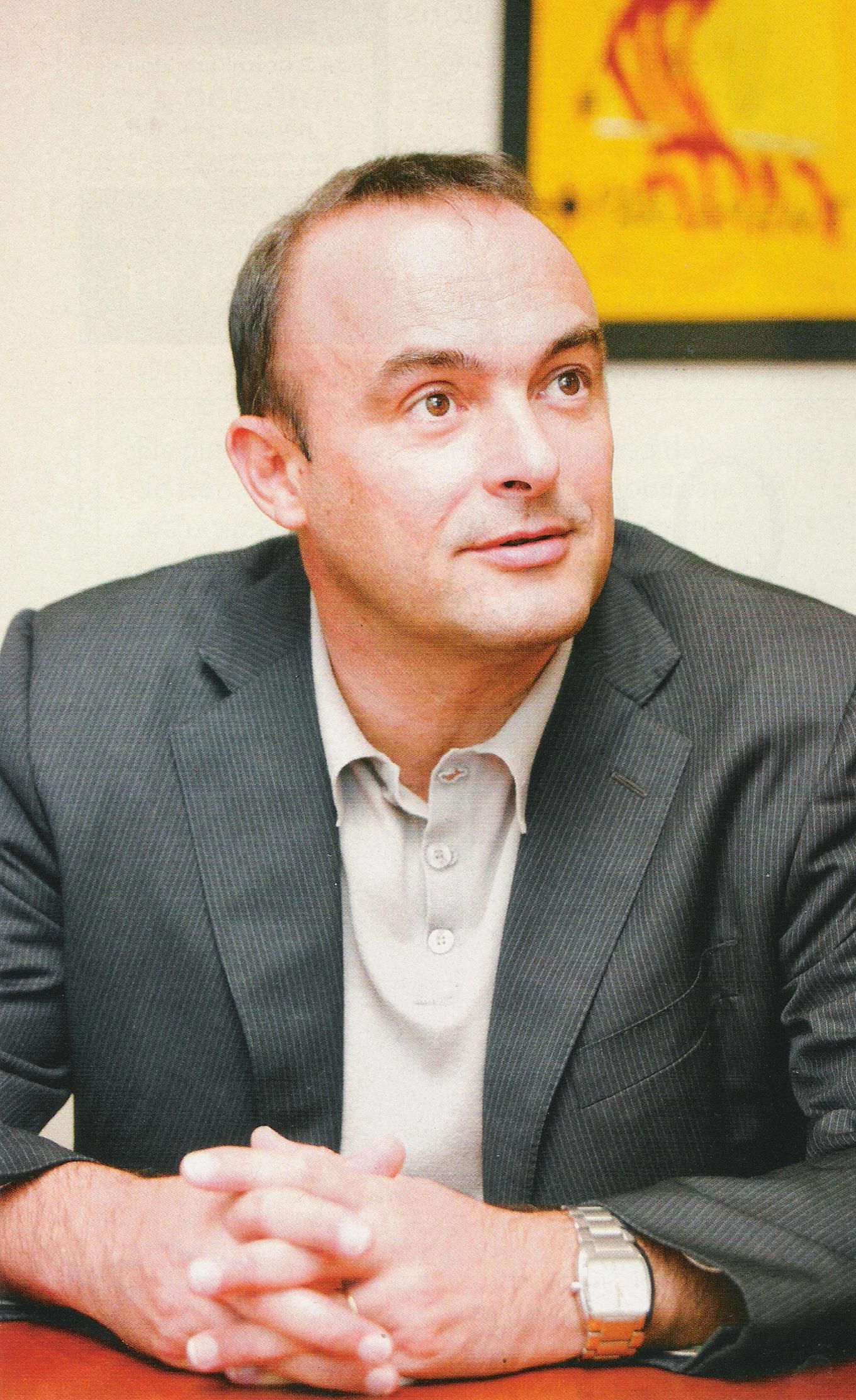
Jaume Oliveras

- 29 de juny: Josep Musté, Ferran Ruiz, Jordi Bardina, David Martínez, Esteve Comellas, Teresa Mas (alliberada posteriorment) i Joan Rocamora.[24]
- 1 de juliol: Jaume Oliveras, Vicent Conca, Ramon López i Josep Maria Granja.[25]
- 2 de juliol: Francesc Xavier Tolosana.[26]
- 4 de juliol: Marcel Dalmau, Carme Turró (alliberada posteriorment) i Dolors Bellés (alliberada posteriorment).
- 6 de juliol: Antoni Infante,[27] Eduard Lòpez, Francesc Puy, Ramon Piqué, Eduard Pomar, Artur Escútia, Vicent Coll i Josep Poveda.
- 7 de juliol: Oriol Martí, Carles Buenaventura, Josep Bou,[22] Xavier Ros, Xavier Puigdemont, Xavier Alemany, Oriol Malló,[22] Joan Durà, Guillem de Pallejà, Andreu Cabot i Oriol Montserrat.
- 9 de juliol: Jordi Manyé, Marc Vila i Enric Cot.[28]
- 14 de juliol: Geroni Salvador i Àngel Pitarch.[29]

La segona fase es desenvolupà el 25 de setembre del 1992 i en ella, es detingué a Miquel Casals, Lluís Quintana i Antoni Capdevila.
La tercera fase de l'operació es desenvolupà el 8 de desembre de 1992 i s'hi detingueren Jordi Vera, Salvador Soutullo, Agustí Cerdà i Gustau Navarro. Aquesta segona fase fou ordenada pel magistrat Carlos Bueren.
A part d'aquests detinguts, altres persones foren encausades i hagueren de declarar, entre d'altres Carles Benítez, Carles Castellanos, Carme Porta, Narcís Sellas i Alfred Ferrer. Alguns dels detinguts ho foren arran de les delacions de dos dels seus companys, Granja i Tolosana. Disset dels detinguts varen ingressar a la presó i un any després, 14 dels detinguts romanien en presó preventiva a l'espera del judici. El llavors ministre de l'interior del Govern espanyol José Luis Corcuera va donar l'organització per pràcticament desarticulada el 8 de juliol d'aquell any.

## Reaccions
Les reaccions a les detencions foren diverses. S'hi mostraren favorables mitjans de comunicació i partits que impulsaren els Jocs Olímpics:
| «                                   | Estic segur de que no existeix una voluntat d'actuar de forma indiscriminada. | » |
| — Jordi Pujol, 9 de juliol de 1992. |                                                                               |   |

| «                                        | Era una operació necessària per part de la Guàrdia Civil a escassos dies que comencin aquests Jocs. | » |
| — Editorial El País, 9 de juliol de 1992 | |   |

| «                               | La majoria de les 12 persones posades en llibertat -cinc d'elles amb fiança- han admès en les seves declaracions haver mantingut algun tipus de relació amb els 19 presumptes activistes que han estat empresonats. […] L'operació no va ser indiscriminada. | » |
| — El País, 30 de juliol de 1992 | |   |

| «                                       | Les detencions difícilment poden ser titllades d'indiscriminades des del moment en què el magistrat ha trobat indicis de culpabilitat, en diferent grau, en 26 de les 31 persones detingudes per la Guàrdia Civil. | » |
| — Editorial El País, 3 d'agost de 1992. | |   |

En canvi, aquestes foren criticades des d'altres sectors de la societat catalana i espanyola, bàsicament per esser poc selectives, per actuar contra una organització que ja havia anunciat la seva intenció de deixar les armes i per les tortures a les quals varen esser sotmesos els detinguts. En aquest sentit, diverses personalitats varen criticar l'operació en el fons o en la forma:
| «                                   | [Les darreres detencions de Terra Lliure] han anat més enllà del cercle terrorista | » |
| — Jordi Pujol, 10 de juliol de 1992 |                                                                                    |   |

| «                                                 | Veurem el que queda d'aquest globus quan es desinfli, però de moment queda el terror que comença a inspirar-me un director general de la Guàrdia Civil amb una fe cega en l'obediència democràtica cega de tots, absolutament tots els seus subordinats, incapaç de preguntar-se què pot portar a un detingut a l'autolesió llevat que sigui forçar per si mateix el límit de desesperació al qual l'estan portant els altres. | » |
| — Manuel Vázquez Montalbán, 13 de juliol de 1992. | |   |

| «                                          | Estam davant un rebrot de la tortura a Espanya. | » |
| — Juan Mari Bandrés, 20 de juliol de 1992. |                                                 |   |

| «                                                       | [Les detencions] poden crear una desconfiança en el projecte democràtic de la societat. | » |
| — Jaume Camprodon, bisbe de Girona, 19 d'agost de 1992. |                                                                                         |   |

Els fets també suscitaren mostres de solidaritat entre diversos sectors de la societat catalana: el 10 de juliol es feu un acte a la Casa de Cultura de Girona. L'11, una manifestació a Girona. El 12 de juliol, una concentració a Banyoles, el 15, un acte al Palau de la Música i el 29 de juliol, un concert de rock a Girona sota el lema Catalunya vol viure en llibertat, al que assistiren més de 10.000 persones. La Junta de Portaveus del Parlament de Catalunya el 14 de juliol la convocatòria d'un ple extraordinari o d'una declaració pública de protesta per les detencions de l'operació. Des de la societat civil catalana també s'engegà una campanya d'enviament de telegrames que demanaven l'alliberament immediat dels detinguts.
El 10 de juliol de 1992, al programa de ràdio de Catalunya Ràdio L'Orquestra es va parlar de les presumptes tortures de l'Operació Garzón, que havien estat ignorades per la majoria de mitjans de comunicació, excepte el Punt Diari i el Temps. En la tertúlia es va comparar l'actuació del govern amb la repressió franquista, i es va utilitzar el terme sociates. Un membre del consell d'administració de la CCRTV proposat pel PSC, va demanar el tancament del programa, i amb el vistiplau del govern de CiU, es va fer de forma fulminant.

### Anys més tard
| «                    | No ens va agradar que es produís aquella situació. | » |
| — Jordi Pujol, 2007. |                                                    |   |

| «                                                                         | Pensava que era un element que podia distorsionar el final [de Terra Lliure]. | » |
| — Francesc Martí i Jusmet, delegat del Govern Espanyol a Catalunya, 2007. |                                                                               |   |

## Judici i condemna

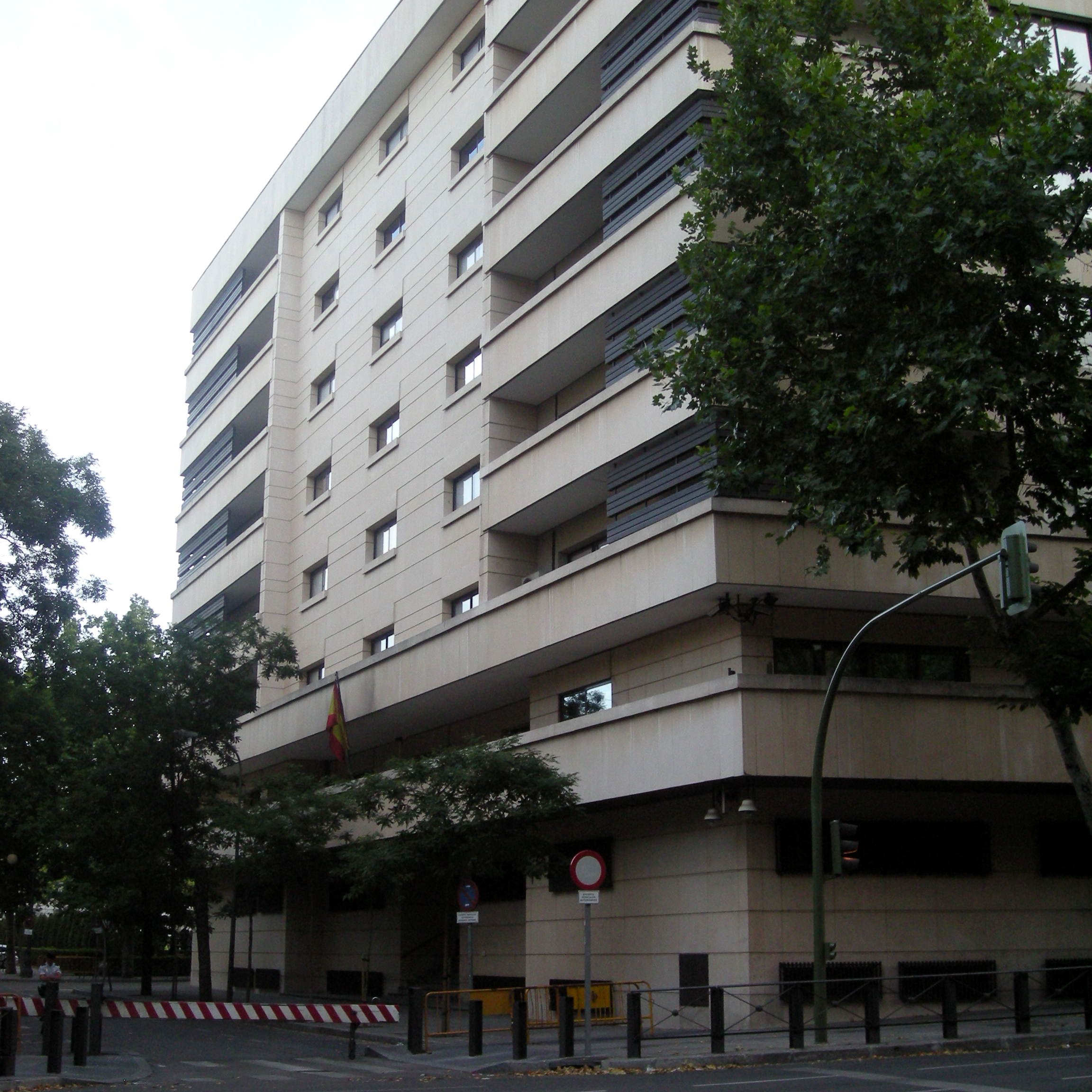
Edifici de l'Audiència Nacional

25 dels detinguts foren duts a judici, que s'inicià el 3 d'abril del 1995. Se celebrà a la secció tercera de la sala del Penal de l'Audiència Nacional, que presidia Francisco Castro Meije. Els processats foren Josep Musté, Jaume Oliveras, David Martínez, Esteve Comellas, Jordi Bardina, Joan Antoni Rocamora, Francesc Puy, Ferran Ruiz, Josep Maria Granja, Francesc Tolosana, Marcel Dalmau, Xavier Ros, Xavier Puigdemont, Vicent Coll, Àngel Pitarch, Geroni Salvador, Josep Poveda, Ramón Piqué, Eduard López, Eduard Pomar, Artur Escútia, Vicenç Conca, Ramon López, Miquel Casals i Antoni Capdevila.
Els càrrecs que se'ls imputaven foren associació a banda armada, tinença d'armes, tinença d'explosius, terrorisme i dipòsit de municions d'armes de guerra. Al judici, el fiscal demanà l'indult, total o parcial, per a la majoria dels acusats. 18 dels implicats foren condemnats després del judici, en una sentència que es feu pública el juliol del 1995. Els absolts foren Ramon López, Vicent Conca, Eduard Pomar, Eduard López, Josep Poveda i Artur Escútia.
El 1996, Musté i Rocamora, els darrers condemnats que quedaven a la presó, foren alliberats gràcies a un indult concedit pel Govern espanyol. L'indult fou una de les primeres decisions que prengué el gabinet de José Maria Aznar. Afectà 15 persones i es publicà al BOE del 8 d'agost de 1996.

## Denúncies de tortures
Durant les primeres detencions, 17 detinguts denunciaren tortures per part de la Guàrdia Civil. La forense Leonor de Guevara no reconegué tortures però detallà diverses lesions en l'informe de reconeixement dels detinguts. Les presumptes tortures es troben detallades en un dossier de 330 pàgines que els encausats van elaborar i fer arribar al responsable d'Amnistia Internacional per a l'Estat espanyol, Sr. David Braham, amb seu a Londres. Els forenses de l'Audiència Nacional adduïren que els traumatismes es devien a cops fortuïts o autolesions i que les lesions no es corresponien amb les lesions típiques dels maltractaments. Per aquest motiu, el jutge Baltasar Garzón va decidir no ordenar la investigació de les denúncies. Un dels relats de les tortures explica:
| «                           | Començà el segon interrogatori. Va ser semblant a l'anterior, encara que amb diferències: els cops al cos i braços i les cames anaven acompanyats també de cops als genitals i al cap; aquests últims varen esser efectuats amb una guia de telèfons. També em donaven cops plans a les orelles amb les mans mentre no paraven d'insultar-me. Durant l'interrogatori em van fer agafar amb la mà uns cables i em van dir que estaven connectats a una bateria de camió i que si no deia el que ells volien, connectarien el camió. | » |
| — Eduard Pomar. Juliol 1992 | |   |

Les denúncies per tortures presentades pels detinguts foren arxivades. La Guàrdia Civil i el govern sempre negaren aquests fets:
| «                                                        | El Govern no té res a objectar a les actuacions policials i judicials | » |
| — Rosa Conde, portaveu del govern, 10 de juliol de 1992. |                                                                       |   |

| «                                                                                                   | Els mitjans de comunicació recollien fa uns dies l'informe que va sol·licitar el jutge Garzón als metges forenses i em sembla que, en aquest sentit, també és contundent: no s'ha detectat cap lesió procedent de maltractaments. Els detinguts de Terra Lliure són terroristes, no àngels de la caritat i, per tant, el fet que se'ls emmanilli és raonable perquè se'ls troba cloratita i armes. | » |
| — Luis Roldan, director general de la Guàrdia Civil, Entrevista a La Vanguardia, 3 d'agost de 1992. | |   |

Dos dels detinguts, Carles Buenaventura i Jaume Oliveras, declararen davant la Guàrdia Civil que tenien instruccions internes de l'organització per denunciar maltractaments.

## Procés per les tortures
L'octubre del mateix any, quinze dels detinguts iniciaren un procés legal per denunciar aquests fets. La denúncia anava dirigida contra el llavors ministre de l'Interior José Luis Corcuera, el cap de la Guàrdia Civil Luis Roldán i el magistrat Baltasar Garzón, per impedir una investigació sobre les denúncies de tortures. Els demandants foren David Martínez, Esteve Comellas, Jordi Bardina, Eduard Pomar, Eduard Lopez, Josep Poveda, Joan Rocamora, Jaume Oliveras, Xavier Ros, Carles Buenaventura, Guillem De Pallejà, Xavier Alemany, Josep Musté, Ramón López i Marcel Dalmau.
L'any 1995 la denúncia arribà a judici per primera vegada, a l'Audiència Nacional. La sentència va ordenar obrir una investigació que fou encarregada al Jutjat d'Instrucció núm. 22 de Madrid. Els advocats denunciaren que Baltasar Garzón no va col·laborar en l'aclariment de les tortures, que es negà en diverses ocasions a entregar documentació i quan l'entregà, no fou la sol·licitada. El cas s'arxivà. La seva decisió es va basar en els informes judicials i de la forense, però no es va cridar a declarar als denunciants. Sebastià Salellas, advocat defensor dels denunciants, va interposar aleshores un recurs d'apel·lació davant de l'Audiència de Madrid, que va ratificar la decisió d'arxiu. Contra aquesta segona resolució els demanats van interposar un recurs d'empara davant del Tribunal Constitucional, que el va desestimar l'any 2000.
Fou llavors que els demandants decidiren recórrer al Tribunal Europeu dels Drets Humans. La denúncia fou admesa a tràmit el 12 de març de 2003. El 18 de novembre de 2003 tengué lloc la vista a Estrasburg, en què es declarà el cas admissible. El 2 de novembre de 2004, el Tribunal Europeu dels Drets Humans feu pública la sentència, que obligà l'Estat Espanyol a indemnitzar a cada denunciant amb 8.000 euros (120.000 euros en total) i a pagar els costos generats pel procés legal (12.009 euros), a causa de la no investigació de les denúncies de tortures fetes pels detinguts, d'acord amb l'article 3 del Conveni Europeu de Drets Humans:
| «                                                            | Violació [de l'article 3 del Conveni Europeu de Drets Humans] a causa de l'absència d'una investigació oficial efectiva sobre les denúncies. | » |
| — Tribunal Europeu dels Drets Humans, 2 de novembre de 2004. | |   |

| «                                                            | El Tribunal no pot sinó constatar que les autoritats judicials van rebutjar totes les peticions d'administració de proves presentades pels demandants, privant-se així d'una possibilitat raonable d'aclarir els fets denunciats. | » |
| — Tribunal Europeu dels Drets Humans, 2 de novembre de 2004. | |   |

La sentència fou presa per unanimitat del tribunal.

## Crítiques
Alguns dels detinguts formaren el 2005 l'Associació Memòria Contra la Tortura. Té com a objectius principals documentar els casos de tortura per fer-los més visibles, donar suport psicològic a les víctimes i aplicar les mesures necessàries per erradicar aquesta pràctica. Amb aquesta finalitat ha mantingut contactes amb altres organitzacions que persegueixen finalitats semblants, com Asociación Contra la Tortura i Torturaren Aurkako Taldea. En l'àmbit estatal, forma part de la Coordinadora per a la Prevenció de la Tortura. L'AMCT participa activament en les Jornades per a la Prevenció de la Tortura. El 2008 va promoure la publicació en català, juntament amb l'Acció dels Cristians per l'Abolició de la Tortura (ACAT) i Justícia i Pau, de l'anomenat protocol d'Istambul, manual per la investigació i la documentació de la tortura editat per l'Oficina de l'Alt Comissionat de les Nacions Unides per als Drets Humans.
Arran dels judicis engegats contra el magistrat Garzón per les seves actuacions en el cas Gürtel i el sumari de les fosses del franquisme i la seva defensa per part de diferents sectors de la societat espanyola, l'associació Memòria Contra La Tortura publicà articles a diversos diaris per exposar el seu punt de vista sobre el magistrat. L'abril del 2010, arran de la imputació per prevaricació al jutge Baltasar Garzón, 17 dels detinguts publicaren una carta a El Punt allà on recordaven la seva detenció, les denúncies per tortures que aquest jutge mai no va voler investigar, i criticaven el tracte de víctima que es donava al magistrat després de ser imputat. Altres organitzacions i partits polítics com la CUP, ERC o SI han recordat la implicació del jutge en els fets del 1992. També des de mitjans periodístics s'ha qüestionat la seva tasca tot recordant aquells fets. Accions per protestar contra aquest cas ja s'havien produït en altres ocasions com el juliol del 2004 per part d'ERC en ocasió de la compareixença del jutge Garzón en la comissió d'investigació dels atemptats de l'11-M del Congrés dels Diputats.

## Opinió de Garzón

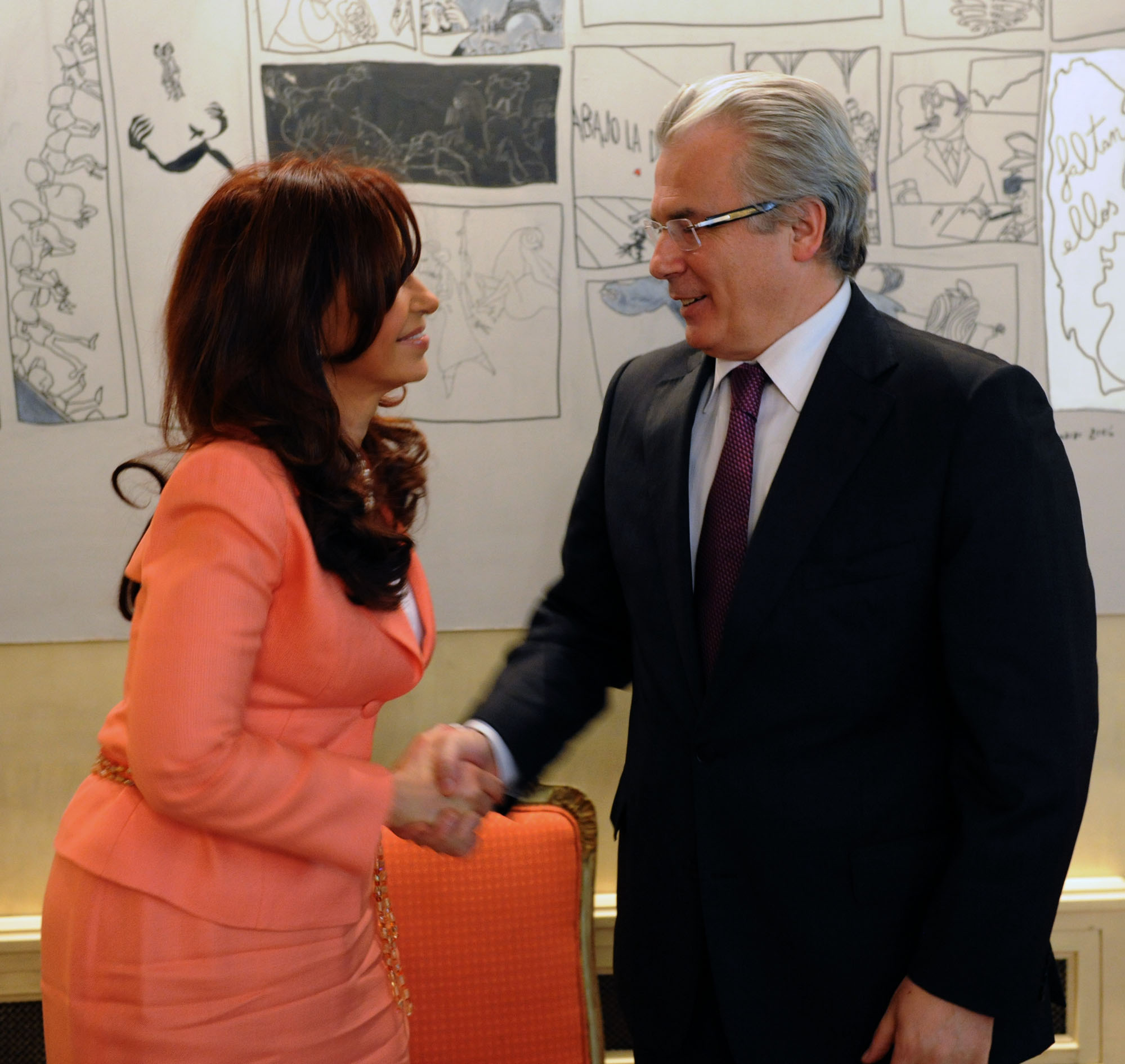
Garzón amb Cristina Fernández de Kirchner

Sobre les negociacions en curs entre Terra Lliure amb el Ministeri de l'Interior, Garzón diu:
| «                        | Que hi havia una negociació política en aquell moment, jo ho he conegut molt temps després. | » |
| — Baltasar Garzón, 2007. |                                                                                             |   |

També diu desconèixer fins al 2007 que l'operació prengué el seu nom:
| «                        | Que s'anomenà Operació Garzón me n'estic assabentant ara mateix. | » |
| — Baltasar Garzón, 2007. |                                                                  |   |

Sobre les denúncies de tortures:
| «                       | Les persones que declaren davant meu, ni una sola, ni una sola denuncià tortures. Es denunciaren després i no és la meva competència. | » |
| — Baltasar Garzón, 2012 | |   |

i també:
| «                        | A l'Audiència Nacional, el delicte que no es pot investigar és el de tortures, perquè no entra dins de la competència. I està molt bé que sigui així, perquè imagini que fóssim competents per investigar les tortures: immediatament el que se'ns acusaria és de connivència amb cossos i forces de seguretat de l'estat perquè perjudicaria la lluita contra el terrorisme. | » |
| — Baltasar Garzón, 2007. | |   |

| «                        | [Sobre la sentència del Tribunal d'Estrasburg] Jo conec aquesta sentència i efectivament és acatable i sempre s'han d'esgotar tots i cada un dels mecanismes. Qualsevol legislació antiterrorista ofereix dubtes i en altres països, el sistema de protecció és molt menor que a Espanya i el sistema de garanties és molt menor que a Espanya. I puc afirmar, i no crec que això sigui dubtós avui per a ningú, que el sistema espanyol és un dels sistemes més garantistes del món. | » |
| — Baltasar Garzón, 2007. | |   |

### Llibres
- Bassa, David. L'Operació Garzón. Un balanç de Barcelona'92.  Barcelona: Llibres de L'Índex, 1997, p. 192 (Descoberta, 26). ISBN 84-87561-98-5.
- Castellanos, Carles. Reviure els dies. Records d'un temps silenciat..  Barcelona: Pagès Editors, 2008, p. 216 (Guimet). ISBN 9788479351847.
- Vilaregut, Ricard. Terra Lliure. La temptació armada a Catalunya.  Barcelona: Columna, 2004, p. 387 (Nou Mil·lenni, 2). ISBN 84-664-0420-1.

### Documentals
- «Terra Lliure. Punt Final». Televisió de Catalunya.   Batabat Produccions, 14-04-2007. [Consulta: 12 febrer 2012].
- «El Talp de Terra Lliure». Doble Joc. Tarasca.   TV3, 09-01-2007. [Consulta: 18 febrer 2012]. Part 1, Part 2 Part 3, Part 4
- «Operació Garzón contra l'independentisme català».   Llibertat.cat. [Consulta: 1r agost 2012].